# Rote Liste Kultur
Die Rote Liste Kultur oder kurz Die Rote Liste ist eine Initiative des Deutschen Kulturrats, des Spitzenverbands der deutschen Kulturverbände, um auf bedrohte oder geschlossene Kulturstätten und Einrichtungen hinzuweisen. Die sechs Jahre lang kontinuierlich erschienene Liste wurde mit der Ausgabe Nummer 30 im Jahr 2018 eingestellt, da sich die Situation der Kultureinrichtungen zum Positiven entwickelt hatte. 2020 wurde aufgrund der Corona-Pandemie und der erneuten Bedrohung kultureller Einrichtungen in Anlehnung an die Rote Liste Kultur die Publizierung als Rote Liste 2.0 wiederbelebt.

## Zweck
Die Liste wurde im Juli 2012 vom Deutschen Kulturrat, dem mehr als 200 kulturelle Organisationen angehören, ins Leben gerufen, um auf diese Weise auf bedrohte oder bereits geschlossene Kultureinrichtungen wie Theater, Museen, Initiativen, Vereine, Programme oder Filmhäuser öffentlich aufmerksam zu machen. Diese stets aktuell gehaltene Liste wird in jeder Ausgabe der Verbandszeitschrift Politik & Kultur (Herausgeber Olaf Zimmermann) publiziert, in Analogie etwa zu den Roten Listen gefährdeter Arten oder der Roten Liste des gefährdeten Welterbes der UNESCO. Mit dieser Liste soll ein Zeichen gegen den schleichenden Kulturabbau gesetzt werden.
In der 2020 wiederbelebten Roten Liste 2.0 werden jedoch nur durch die aufgrund der Corona-Pandemie bedrohten Kultureinrichtungen aufgeführt.

## Einteilung (Bewertung)
Die einzelnen Einrichtungen werden in fünf Gefährdungskategorien von 0 bis 4 eingeteilt.
- Kategorie 4: Gefährdung aufgehoben/ungefährdet
- Kategorie 3: Vorwarnliste
- Kategorie 2: gefährdet
- Kategorie 1: von Schließung bedroht
- Kategorie 0: geschlossen.

## Rote Listen

### Einträge Rote Liste Kultur
Auf der ersten veröffentlichten Liste in Politik & Kultur. Zeitung des Deutschen Kulturrates (2012) finden sich unter den bereits geschlossenen Einrichtungen die theaterburg Roßlau in Sachsen-Anhalt (2013 wieder geöffnet), die von einer Schließung bedrohte Nordwestdeutsche Philharmonie in Herford, Streit’s Filmtheater in Hamburg sowie das gefährdete Berliner Archiv der Jugendkulturen.
Liste 2 (2012) berichtet über die von Schließungen bedrohte (Kategorie 1) Stadtbibliothek Calbe in Sachsen-Anhalt (bereits 1911 gegründet) und das Dokumentationszentrum Alltagskultur der DDR in Brandenburg sowie das gefährdete (Kategorie 2) Frauenmusikzentrum in Hamburg. Auf die Vorwarnliste (Kategorie 3) wurde die Bergische Philharmonie der Städte Remscheid und Solingen gesetzt.
Liste 3 (2012) enthält das Theater der Keller in Köln, das Atelierhaus Prenzlauer Promenade in Berlin sowie das SWR Sinfonieorchester, Rheinland-Pfalz/BW als von der Schließung bedroht (Kategorie 1); als gefährdet (Kategorie 2) gilt die Künstlersiedlung Halfmannshof e. V. in Gelsenkirchen.
Liste 4 (2013) setzt das mit einem festen Ensemble ausgestattete Theater Hagen auf die Vorwarnliste (Kategorie 3). In die Liste aufgenommen wurden ferner das 1999 gegründete und bereits geschlossene selbstverwaltete Jugendkulturzentrum Hotel am Kalkberg (HaK) in Bad Segeberg (Kategorie 0) sowie das 1994 gegründete Archiv Potsdam, ein alternatives Kulturzentrum mit zahlreichen Kulturangeboten für Jugendliche, das Ende 2013 von der Schließung bedroht sein wird (Kategorie 1). Die Opernhäuser Köln und Bonn wurden auf die Vorwarnliste gesetzt (Kategorie 3).
In die 5. Liste (2013) wurden neu aufgenommen und in die Kategorie 2 als gefährdet eingestuft: das 1999 gegründete Studienzentrum für Künstlerpublikationen der Weserburg/Bremen, das Elektrohaus Hamburg sowie das Fachlehramt für Musik und Kunst an Grundschulen in Berlin der Senatsverwaltung für Bildung, Wissenschaft und Forschung Berlin. Auf die Vorwarnliste (Kategorie 3) wurde die 1902 gegründete Stadtbibliothek Essen gesetzt.
Die 6. Liste (2013) verzeichnet erstmals das Museum für Naturkunde und Vorgeschichte Dessau, das Internationale Artistenmuseum in Klosterfelde, den Bunker Ulmenwall in Bielefeld als gefährdet (Kategorie 2) sowie das 1950 gegründete Maison de France in Berlin, bestehend aus dem Institut Français, dem Cinema Paris und einer privaten Künstleragentur, als von der Schließung bedroht (Kategorie 1); es soll 2015 geschlossen werden. Die Stadtbibliothek Calbe (Sachsen-Anhalt) wurde inzwischen geschlossen (Kategorie 0). Für das Frauenmusikzentrum in Hamburg wurde die Gefährdung aufgehoben, es gilt damit als ungefährdet (Kategorie 4).
Die 7. Liste (2013) verzeichnet das Theater Trier sowie die Landesbühne Sachsen-Anhalt in Eisleben als von Schließung bedroht (Kategorie 1); die Galerie M in Berlin wird als gefährdet angesehen (Kategorie 2), das Deutsche Stickmuster-Museum in Celle wurde Ende Februar 2013 geschlossen (Kategorie 0).
Die 8. Liste (2013) verzeichnet das Deutsche Elfenbeinmuseum in Erbach (Hessen) als von Schließung bedroht (Kategorie 1); das Jüdische Museum Westfalen in Dorsten (Nordrhein-Westfalen), die Hochschule für Musik in Trossingen (Baden-Württemberg) sowie die Kunst- und Museumsbibliothek der Stadt Köln (Nordrhein-Westfalen) werden als gefährdet angesehen (Kategorie 2).
Die 9. Liste (2013) verzeichnet vier neue bedrohte Kultureinrichtungen: In die Kategorie 2 eingestuft und damit gefährdet sind das Archiv Frau und Musik in Frankfurt am Main, das Filmfestival in Münster (Westfalen) sowie das Anhaltische Theater in Dessau (Sachsen-Anhalt). Von Schließung bedroht und damit in Kategorie 1 eingestuft ist die Außenstelle Freiburg im Breisgau der Akademie der Bildenden Künste Karlsruhe.
Die 10. Liste (2014) verzeichnet vier neue bedrohte Kultureinrichtungen: In die Kategorie 2 eingestuft und damit gefährdet sind Kultureinrichtungen in Krefeld. Von Schließung bedroht und damit in Kategorie 1 eingestuft sind das Deutsche Fernsehballett des Mitteldeutschen Rundfunks und das Kulturwerk Riesa in Sachsen. Die Museen und Bibliotheken der Stadt Gera in Thüringen wurden in die Kategorie 3 eingestuft und damit auf die Vorwarnliste gesetzt.
Die 11. Liste (2014) verzeichnet vier neue bedrohte Kultureinrichtungen: In die Kategorie 2 eingestuft und damit gefährdet sind die bereits 1901 gegründete Stadtteilbibliothek des Bezirksamts Treptow-Köpenick, die Johannes Bobrowski-Bibliothek in Berlin-Friedrichshagen sowie das 1974 begründete Schleswig-Holsteinische Landestheater und Sinfonieorchester (Schleswig). Von einer Schließung bedroht und damit in Kategorie 1 eingestuft sind das 1994 gegründete Institut für Theaterwissenschaft der Universität Leipzig (Sachsen) sowie die 1994 gegründete Stadtteilbibliothek des Bezirksamts Friedrichshain-Kreuzberg, die Bona-Peiser-Bibliothek.
Die 12. Liste (2014) verzeichnet vier neue bedrohte Kultureinrichtungen: In die Kategorie 2 eingestuft und damit gefährdet ist das 1987 gegründete soziokulturelle Zentrum Kulturfabrik Salzmann in Kassel (Hessen). Von einer Schließung bedroht und damit in Kategorie 1 eingestuft sind das bereits 1956 gegründete, von der Stadt Ranis finanzierte Museum Burg Ranis in Thüringen, die 1999 begründete Architektur Biennale plan in Köln sowie die 1990 ins Leben gerufene Impulse Theater Biennale, die in den Städten Bochum, Düsseldorf und Köln stattfindet.
Die 13. Liste (2014) verzeichnet vier neue bedrohte Kultureinrichtungen: In die Kategorie 2 eingestuft und damit gefährdet sind das Museum Reichenfels in Thüringen und die Stadtteilbibliothek Grossauheim (Hanau) in Hessen. Von einer Schließung bedroht und damit in Kategorie 1 eingestuft ist das Institut für Klassische Archäologie der Universität Leipzig in Sachsen. Auf die Vorwarnliste gesetzt und damit in die Kategorie 3 eingestuft wurde das Kulturzentrum Kaminwerk in Memmingen (Bayern).
Die 14. Liste (2014) verzeichnet vier neue bedrohte Kultureinrichtungen: Von einer Schließung bedroht und damit in Kategorie 1 eingestuft sind das Theater am Winterfeldplatz, Hans Wurst Nachfahren in Berlin, der Studiengang Kirchenmusik der Hochschule für Künste Bremen. Auf die Vorwarnliste gesetzt und damit in die Kategorie 3 eingestuft wurde das Zollmuseum Friedrichs Aachen (Nordrhein-Westfalen). In die Kategorie 2 eingestuft und damit gefährdet ist die Stadtbücherei Wedel (Schleswig-Holstein).
Die 15. Liste (2014) verzeichnet eine geschlossene Kultureinrichtung und drei neue bedrohte Kultureinrichtungen: Geschlossen (Kategorie 0) wurden die Mönchguter Museen in Göhren auf Rügen (Mecklenburg-Vorpommern). Auf die Vorwarnliste gesetzt und damit in die Kategorie 3 eingestuft wurden Kultureinrichtungen der Stadt Bonn (Nordrhein-Westfalen) und das Jugendtheaterbüro in Berlin (JTB). In die Kategorie 2 eingestuft und damit gefährdet ist der Hofgarten Saal der Kulturgemeinschaft Oberallgäu (KGO) in Immenstadt (Bayern).
Die 16. Liste (2015) verzeichnet vier neue bedrohte Kultureinrichtungen: Auf die Vorwarnliste gesetzt und damit in die Kategorie 3 eingestuft wurde das 1987 gegründete Museum für Regionalgeschichte Pönitz in Schleswig-Holstein. Von Schließung bedroht und damit in die Kategorie 1 eingestuft ist das 1994 gegründete Theater Morgenstern in Berlin. In die Kategorie 2 eingestuft und damit gefährdet sind die bereits 1927 gegründete Anhaltische Gemäldegalerie in Dessau in Sachsen-Anhalt und das 1898 als Vogtland-Theater Plauen gegründete Theater Plauen Zwickau in Sachsen.
Die 17. Liste (2015) verzeichnet wie stets vier neue bedrohte Kultureinrichtungen: Von Schließung bedroht und damit in die Kategorie 1 eingestuft ist das erst 1989 gegründete, private Schulmuseum Bochum in Nordrhein-Westfalen. In die Kategorie 2 eingestuft und damit gefährdet sind die 1855 erbaute Saalorgel im Kurhaus Wiesbaden (Hessen), der 2001 gegründete Akku-Arbeitskreis Kultur in Rhede (Nordrhein-Westfalen) sowie die 1996 ins Leben gerufene Neue Philharmonie Westfalen – Landesorchester NRW in Recklinghausen (Nordrhein-Westfalen).
Die 18. Liste (2015) verzeichnet wie stets vier neue bedrohte Kultureinrichtungen: Von Schließung bedroht und damit in die Kategorie 1 eingestuft sind die kommunale Bibliothek am Berliner Platz in Erfurt (Thüringen) und das 1954 gegründete Institut für Bildung, Medien und Kunst (IMK) in Lage-Hörste (Nordrhein-Westfalen). In die Kategorie 2 eingestuft und damit gefährdet sind die 2000 neu gegründete (Erstgründung 1701) Theater- und Orchester GmbH Neubrandenburg/Neustrelitz (TOG) in Mecklenburg-Vorpommern und das 2005 begründete Bach-Festival-Arnstadt in Thüringen.
Die 19. Liste (2015) verzeichnet wieder vier neue bedrohte Kultureinrichtungen: Von Schließung bedroht und damit in die Kategorie 1 eingestuft sind der 2005 begründete Singer-Songwriter-Wettbewerb „Troubadour“ in Berlin, das bereits 1889 gegründete und 1992 wiederbelebte Stadttheater Cöpenick in Berlin-Köpenick sowie der im Wintersemester 2004/2005 installierte Internationale Studiengang (Bachelor) Journalistik der Hochschule Bremen. In die Kategorie 2 eingestuft und damit gefährdet sind die unter Denkmalschutz stehenden KHD-Hallen/Maschinenfabrik Humboldt in Köln-Kalk, die als Dependance „Halle Kalk“ des Schauspiels Köln bespielt wurden und als Depot des Museums Ludwig benutzt wurden.
Die 20. Liste (2015) verzeichnet wieder vier neue bedrohte Kultureinrichtungen: Von Schließung bedroht und damit in die Kategorie 1 eingestuft sind das Deutsche Museum Bonn und Kultursendungen des Bayerischen Rundfunks. Gefährdet und damit in die Kategorie 2 eingestuft sind das Belgische Haus Köln und die Phonetische Sammlung der Martin-Luther-Universität Halle-Wittenberg (Sachsen-Anhalt).
Die 21. Liste (2015) verzeichnet wieder drei neue bedrohte Kultureinrichtungen sowie eine geschlossene. Von Schließung bedroht und damit in die Kategorie 1 eingestuft sind die Wiesenburg e. V. in Berlin, die Burghofbühne in Dinslaken (NRW) und das Internationale Keramik-Museum Weiden (Bayern). Geschlossen (Kategorie 0) wurde das Kunst- und Kulturcafé am Campus in Essen (NRW).
Die 22. Liste (Ausgabe 01|2016 S. 15 Kulturelles Leben) verzeichnet vier neue bedrohte Kultureinrichtungen. Von Schließung bedroht und damit in die Kategorie 1 eingestuft sind die 1993 begründeten Ateliers hinterm Hauptbahnhof Karlsruhe (Baden-Württemberg). Gefährdet und damit in die Kategorie 2 eingestuft ist das 1996 gegründete jüdische Theater Mechaje in Rostock (Mecklenburg-Vorpommern). Auf die Vorwarnliste (Kategorie 3) gesetzt wurden das 1996 gegründete English Theatre Frankfurt am Main (Hessen) und vom Hessischen Kultusministerium finanzierte Projekte und Strukturen der Kulturellen Bildung an hessischen Schulen.
Die 23. Liste (Ausgabe 03|2016 S. 17 Kulturelles Leben) verzeichnet Ende April 2016 vier neue bedrohte Kultureinrichtungen: Von Schließung bedroht und damit in die Kategorie 1 eingestuft ist das 1955 gegründete Mainzer Kammerorchester e. V. (Rheinland-Pfalz). Gefährdet und damit in die Kategorie 2 eingestuft ist die 1973 begründete Deutsche Zentralbibliothek für Medizin (ZB Med) in Köln/Bonn (Nordrhein-Westfalen). Auf die Vorwarnliste (Kategorie 3) gesetzt wurde das 1951 gegründete Museum Morsbroich in Leverkusen (Nordrhein-Westfalen). Nach Aufhebung der Gefährdung als ungefährdet eingestuft (Kategorie 4) wurde das 1994 gegründete Institut für Theaterwissenschaft der Universität Leipzig (Sachsen).
Die 24. Liste (Ausgabe 04|2016 S. 18 Die Rote Liste) verzeichnet Ende Juni 2016 zwei neue bedrohte Kultureinrichtungen und zwei gerettete Institutionen. Gefährdet und damit in die Kategorie 2 eingestuft sind das 2011 gegründete und von der Stadt Köln und dem WDR (Westdeutscher Rundfunk) getragene Musikfestival Acht Brücken Musik für Köln sowie das 1990 ins Leben gerufene Kunstfest Weimar. Nach Aufhebung der Gefährdung als ungefährdet eingestuft (Kategorie 4) wurden Projekte und Strukturen der kulturellen Bildung an hessischen Schulen sowie die 1943/44 gegründete Musikhochschule Trossingen in Baden-Württemberg.
Die 25. Liste (Ausgabe 05|2016 S. 16 Die Rote Liste) verzeichnet Ende August 2016 vier gefährdete kulturelle Einrichtungen: Von Schließung bedroht und damit in die Kategorie 1 eingestuft ist das Forum Konkrete Kunst in Erfurt (Thüringen). Gefährdet und damit in die Kategorie 2 eingestuft ist das Haus Peters Tetenbüll in Schleswig-Holstein. Auf die Vorwarnliste (Kategorie 3) gesetzt wurden die Hamburger Stadtteilkultur und das Mutter-Museum Amorbach in Bayern.
Die 26. Liste (Ausgabe 06|2016 S. 18 Die Rote Liste) verzeichnet Ende Oktober 2016 vier gefährdete kulturelle Einrichtungen: Von Schließung bedroht und damit in die Kategorie 1 eingestuft sind Schloss Freienwalde in Bad Freienwalde (Brandenburg) und das Eldorado-Kino in München; auf die Vorwarnliste (Kategorie 3) gesetzt wurde die Thomas-Mann-Villa in Los Angeles (USA). Geschlossen (Kategorie 0) wurde das Gerstäcker-Museum in Braunschweig (Niedersachsen).
Die 27. Liste (Ausgabe 02|2017 S. 18 Die Rote Liste) verzeichnet Ende Februar 2017 zwei gefährdete kulturelle Einrichtungen: Von Schließung bedroht und damit in die Kategorie 1 eingestuft sind das Kunsthistorische Institut der Universität Osnabrück (Niedersachsen) und das Theatermuseum Düsseldorf.
Die 28. Liste (Ausgabe 04|2017 S. 16 Die Rote Liste) verzeichnet Ende Juni 2017 vier gefährdete kulturelle Einrichtungen: Von Schließung bedroht und damit in die Kategorie 1 eingestuft sind die Bühne der Kulturen in Köln, NRW, das Zeicheninstitut der Universität Tübingen (Baden-Württemberg) und das Musical Theater Bremen. Auf die Vorwarnliste (Kategorie 3) gesetzt wurde das Theater der Keller in Köln, NRW.
Die 29. Liste (Ausgabe 07|2017 S. 16 Die Rote Liste) verzeichnet Ende Oktober 2017 vier gefährdete kulturelle Einrichtungen: Von Schließung bedroht und damit in die Kategorie 1 eingestuft sind die Brücke/Most-Stiftung Dresden in Sachsen und die Kulturinsel Stuttgart in Baden-Württemberg. Auf die Vorwarnliste (Kategorie 3) gesetzt wurde das Museum 1806 Jena-Cospeda in Thüringen. Bereits geschlossen (Kategorie 0) wurde die Musikschule Waldachtal in Baden-Württemberg.
Die 30. Liste (Ausgabe 02|2018 Februar – März 2018 S. 18 Kulturelles Leben: Die Rote Liste) verzeichnet Ende Februar 2018 drei gefährdete kulturelle Einrichtungen sowie eine bereits geschlossene: Von Schließung bedroht und damit in die Kategorie 1 eingestuft sind die 1992 gegründete Gemeindebücherei Leseinsel Waldbronn/Baden-Württemberg, das 1938 eröffnete Luna Filmtheater in Metzingen/Baden-Württemberg sowie das 1936 gegründete privat geführte Millowitsch-Theater in Köln. Bereits geschlossen (Kategorie 0) wurde die Ende der 1990er Jahre gegründete Abteilung Instrumental- und Gesangspädagogik der Martin-Luther Universität Halle an der Saale.

### Einträge Rote Liste 2.0
Auf der ersten veröffentlichten Liste in Politik & Kultur. Zeitung des Deutschen Kulturrates (2020) befinden sich drei Einrichtungen die von Schließung bedroht sind (Kategorie 1). Hierzu gehören die Kammeroper Köln, die Musikspielstätte Gretchen in Berlin und das Kindermuseum MACHmit! in Berlin. In die Kategorie 3 (Vorwarnstufe) wurde das 1981 gegründete Theater Lindenhof in Baden-Württemberg aufgenommen.
Liste 2 (2020) führt die von Schließung gefährdeten (Kategorie 2) Kultureinrichtungen Bayerische Kammerphilharmonie, Mahler Chamber Orchestra Berlin und die Berliner Unterwelten. Als von der Schließung bedroht (Kategorie 1) wurde das 1989 gegründete Deutsche Kammerorchester Berlin eingestuft.
In der Liste 3 (2021) werden die Art Karlsruhe, die Leipziger Buchmesse sowie die Festivals Rock am Ring, Rock im Park und SonneMondSterne neu in die Kategorie 3 (Vorwarnstufe) aufgenommen.
Auf die seit November 2023 fortgesetzte Rote Liste wurden gesetzt: 
- Im Dezember 2023 wurde der Studiobau des Bayerischen Rundfunks auf die Rote Liste gesetzt, da er abgerissen werden soll.[31]

- Mitte November 2023: Goethe-Institut Standorte in Bordeaux, Curitiba (Brasilien), Genua, Lille, Osaka, Rotterdam, Triest, Turin und Washington D.C. sowie das Verbindungsbüro in Straßburg[32]

- 6. November 2023: Freiwilliges soziales Jahr Kultur (FSJ Kultur)[33]

- 2. November 2023: Kurt-Tucholsky-Literaturmuseum in Rheinsberg[34]

- Im Juli 2024 wurde die Komische Oper Berlin aufgrund von Sparmaßnahmen bei der dringend notwendigen Sanierung auf die Rote Liste bedrohter Kultureinrichtungen gesetzt.[35]

### Zwischen 2012 und Ende Januar 2018 vorgenommene Schließungen
Geschlossen werden mussten bislang Streit’s Filmtheater in Hamburg, das Archiv Potsdam, die Künstlersiedlung Halfmannshof in Gelsenkirchen, die Stadtbibliothek Calbe (Sachsen-Anhalt), das Deutsche Stickmuster-Museum in Celle, das Internationale Artistenmuseum, die Galerie M in Berlin, die Mönchguter Museen in Göhren auf Rügen (Mecklenburg-Vorpommern), der Singer-Songwriter-Wettbewerb „Troubadour“ in Berlin, das Kunst- und Kulturcafé am Campus in Essen (NRW), das Gerstäcker-Museum in Braunschweig (Niedersachsen), die gedruckte Ausgabe des Filmdienst. Magazin für Kino und Filmkultur aus Bonn, das Seume-Haus (Museum Göschenhaus) in Grimma/Sachsen, die Musikschule Waldachtal in Baden-Württemberg sowie die Ende der 90er Jahre gegründete Abteilung Instrumental- und Gesangspädagogik der Martin-Luther Universität Halle an der Saale.

## Die Rote Liste Kultur tabellarisch
| Listennummer und Ausgabe von Politik & Kultur | Name der Institution/des Programms/der Initiative und Bundesland                                     | Gefährdungskategorie bei der Ersteinstellung | aktuelle Gefährdungsstufe               | Homepage(s)                                        |
| --------------------------------------------- | --- | -------------------------------------------- | --------------------------------------- | -------------------------------------------------- |
| 01 (Juli/August 2012)                         | Theaterburg Roßlau (Sachsen-Anhalt)                                                                  | 0 (geschlossen)                              | 2 (gefährdet)                           | theaterburg-rosslau.de                             |
| 01 (Juli/August 2012)                         | Kino Streit’s (Hamburg)                                                                              | 1 (von Schließung bedroht)                   | 0 (geschlossen)                         |                                                    |
| 01 (Juli/August 2012)                         | Nordwestdeutsche Philharmonie Herford (Nordrhein-Westfalen)                                          | 1 (von Schließung bedroht)                   | 4 (Gefährdung aufgehoben – ungefährdet) | nwd-philharmonie.de                                |
| 01 (Juli/August 2012)                         | Archiv der Jugendkulturen Berlin                                                                     | 2 (gefährdet)                                |                                         | jugendkulturen.de                                  |
| 02 (September/Oktober 2012)                   | Dokumentationszentrum Alltagskultur der DDR (Brandenburg)                                            | 1 (von Schließung bedroht)                   | 4 (Gefährdung aufgehoben – ungefährdet) | alltagskultur-ddr.de                               |
| 02 (September/Oktober 2012)                   | Stadtbibliothek Calbe (Sachsen-Anhalt)                                                               | 1 (von Schließung bedroht)                   | 0 (geschlossen)                         | oeffnungszeitenbuch.de                             |
| 02 (September/Oktober 2012)                   | Frauenmusikzentrum (Hamburg)                                                                         | 2 (gefährdet)                                | 4 (Gefährdung aufgehoben – ungefährdet) | frauenmusikzentrum.de                              |
| 02 (September/Oktober 2012)                   | Bergische Philharmonie (Nordrhein-Westfalen)                                                         | 3 (Vorwarnliste)                             | 4 (Gefährdung aufgehoben – ungefährdet) | bergischesymphoniker.de                            |
| 03 (November/Dezember 2012)                   | Theater der Keller (Köln)                                                                            | 1 (von Schließung bedroht)                   | 4 (Gefährdung aufgehoben – ungefährdet) | theater-der-keller.de                              |
| 03 (November/Dezember 2012)                   | Atelierhaus Prenzlauer Promenade (Berlin)                                                            | 1 (von Schließung bedroht)                   | 1 (von Schließung bedroht)              | atelierhausprenzlauerpromenadeberlin.wordpress.com |
| 03 (November/Dezember 2012)                   | Künstlersiedlung Halfmannshof e. V. (Gelsenkirchen)                                                  | 2 (gefährdet)                                | 0 (geschlossen, bzw. neue Form)         |                                                    |
| 03 (November/Dezember 2012)                   | Radio-Sinfonieorchester des SWR, Stuttgart und SWR Sinfonieorchester Baden-Baden (Baden-Württemberg) | 1 (von Schließung bedroht)                   | 3 (Vorwarnliste)                        | swr.de                                             |
| 04 (Januar/Februar 2013)                      | Theater Hagen (Nordrhein-Westfalen)                                                                  | 3 (Vorwarnliste)                             |                                         | theaterhagen.de                                    |
| 04 (Januar/Februar 2013)                      | Hotel am Kalkberg Bad Segeberg Schleswig-Holstein                                                    | 0 (geschlossen)                              | 0 (geschlossen)                         |                                                    |
| 04 (Januar/Februar 2013)                      | Das Archiv Potsdam (Brandenburg)                                                                     | 1 (von Schließung bedroht)                   | 0 (geschlossen)                         | archiv-potsdam.de                                  |
| 05 (März/April 2013)                          | Studienzentrum für Künstlerpublikationen, Weserburg Bremen (Freie Hansestadt Bremen)                 | 2 (gefährdet)                                | 3 (Vorwarnliste)                        | weserburg.dedeecke.perseus.uberspace.de            |
| 05 (März/April 2013)                          | Elektrohaus Hamburg (Hamburg)                                                                        | 2 (gefährdet)                                | 4 (Gefährdung aufgehoben – ungefährdet) | elektrohaus.net                                    |
| 05 (März/April 2013)                          | Fachlehramt für Musik und Kunst an Grundschulen Berlin Berlin                                        | 2 (gefährdet)                                | 1 (von Schließung bedroht)              | openpetition.de                                    |
| 05 (März/April 2013)                          | Stadtbibliothek Essen (Nordrhein-Westfalen)                                                          | 3 (Vorwarnliste)                             | 1 (von Schließung bedroht)              | stadtbibliothek-essen.de                           |
| 06 (Mai/Juni 2013)                            | Museum für Naturkunde und Vorgeschichte Dessau (Sachsen-Anhalt)                                      | 2 (gefährdet)                                | 2 (gefährdet)                           | dessau.de                                          |
| 06 (Mai/Juni 2013)                            | Internationales Artistenmuseum (Brandenburg)                                                         | 2 (gefährdet)                                | 0 (geschlossen)                         | mamilade.de                                        |
| 06 (Mai/Juni 2013)                            | Bunker Ulmenwall Bielefeld (Nordrhein-Westfalen)                                                     | 2 (gefährdet)                                | 4 (Gefährdung aufgehoben)               | bunker-ulmenwall.org                               |
| 06 (Mai/Juni 2013)                            | Maison de France Berlin (Berlin)                                                                     | 1 (von Schließung bedroht)                   | 4 (Gefährdung aufgehoben)               | institutfrancais.de                                |
| 07 (Juli/August 2013)                         | Theater Trier (Rheinland-Pfalz)                                                                      | 1 (von Schließung bedroht)                   | 4 (Gefährdung aufgehoben – ungefährdet) | theater-trier.de                                   |
| 07 (Juli/August 2013)                         | Deutsches Stickmuster-Museum Celle (Niedersachsen)                                                   | 0 (geschlossen)                              | 0 (geschlossen)                         | celler-presse.de                                   |
| 07 (Juli/August 2013)                         | Galerie M Berlin (Berlin)                                                                            | 2 (gefährdet)                                | 0 (geschlossen)                         | kultur-marzahn-hellersdorf.de                      |
| 07 (Juli/August 2013)                         | Landesbühne Sachsen-Anhalt Eisleben (Sachsen-Anhalt)                                                 | 1 (von Schließung bedroht)                   | 1 (von Schließung bedroht)              | theater-eisleben.de                                |
| 08 (September/Oktober 2013)                   | Deutsches Elfenbeinmuseum Erbach (Hessen)                                                            | 1 (von Schließung bedroht)                   | 2 (gefährdet)                           |                                                    |
| 08 (September/Oktober 2013)                   | Jüdisches Museum Westfalen Dorsten (Nordrhein-Westfalen)                                             | 2 (gefährdet)                                | 2 (gefährdet)                           |                                                    |
| 08 (September/Oktober 2013)                   | Hochschule für Musik Trossingen (Baden-Württemberg)                                                  | 2 (gefährdet)                                | 4 (Gefährdung aufgehoben – ungefährdet) | mh-trossingen.de                                   |
| 08 (September/Oktober 2013)                   | Kunst- und Museumsbibliothek der Stadt Köln (Nordrhein-Westfalen)                                    | 2 (gefährdet)                                | 3 (Vorwarnliste)                        | museenkoeln.de                                     |
| 09 (November/Dezember 2013)                   | Archiv Frau und Musik Frankfurt am Main (Hessen)                                                     | 2 (gefährdet)                                | 1 (von Schließung bedroht)              | archiv-frau-musik.de                               |
| 09 (November/Dezember 2013)                   | Filmfestival Münster (Nordrhein-Westfalen)                                                           | 2 (gefährdet)                                | 2 (gefährdet)                           | muenster.org                                       |
| 09 (November/Dezember 2013)                   | Akademie der Bildenden Künste Karlsruhe Außenstelle Freiburg (Baden-Württemberg)                     | 1 (von Schließung bedroht)                   | 1 (von Schließung bedroht)              | kunstakademie-karlsruhe.de                         |
| 09 (November/Dezember 2013)                   | Anhaltisches Theater Dessau (Sachsen-Anhalt)                                                         | 2 (gefährdet)                                | 2 (gefährdet)                           | anhaltisches-theater.de                            |
| 10 (Januar/Februar 2014)                      | Deutsches Fernsehballett – Mitteldeutscher Rundfunk (Sachsen, Sachsen-Anhalt und Thüringen)          | 0 (geschlossen)                              | 0 (geschlossen)                         |                                                    |
| 10 (Januar/Februar 2014)                      | Kulturwerk Riesa (Sachsen)                                                                           | 1 (von Schließung bedroht)                   | 1 (von Schließung bedroht)              | kulturwerk-riesa.de                                |
| 10 (Januar/Februar 2014)                      | Museen und Bibliotheken der Stadt Gera (Thüringen)                                                   | 3 (Vorwarnliste)                             | 3 (Vorwarnliste)                        |                                                    |
| 10 (Januar/Februar 2014)                      | Kultureinrichtungen in Krefeld (Nordrhein-Westfalen)                                                 | 2 (gefährdet)                                | 2 (gefährdet)                           |                                                    |
| 11 (März/April 2014)                          | Johannes Bobrowski Bibliothek Berlin-Friedrichshagen                                                 | 2 (gefährdet)                                | 2 (gefährdet)                           | sb-tk.de                                           |
| 11 (März/April 2014)                          | Institut für Theaterwissenschaft der Universität Leipzig (Sachsen)                                   | 1 (von Schließung bedroht)                   | 1 (von Schließung bedroht)              | uni-leipzig.de                                     |
| 11 (März/April 2014)                          | Bona-Peiser-Bibliothek (Berlin-Kreuzberg)                                                            | 1 (von Schließung bedroht)                   | 1 (von Schließung bedroht)              | berlin.de                                          |
| 11 (März/April 2014)                          | Schleswig-Holsteinisches Landestheater und Sinfonieorchester (Schleswig)                             | 2 (gefährdet)                                | 2 (gefährdet)                           | sh-landestheater.de                                |
| 12 (Mai/Juni 2014)                            | Kulturfabrik Salzmann Kassel (Hessen)                                                                | 2 (gefährdet)                                | 2 (gefährdet)                           | kulturfabrik-kassel.de                             |
| 12 (Mai/Juni 2014)                            | Museum Burg Ranis Ranis (Thüringen)                                                                  | 1 (von Schließung bedroht)                   | 1 (von Schließung bedroht)              | stadt-ranis.de                                     |
| 12 (Mai/Juni 2014)                            | Plan – Architektur-Biennale (Köln) (Nordrhein-Westfalen)                                             | 1 (von Schließung bedroht)                   | 1 (von Schließung bedroht)              | plan-project.com                                   |
| 12 (Mai/Juni 2014)                            | Impulse Theater Biennale (Bochum, Düsseldorf, Köln und Mülheim an der Ruhr) (Nordrhein-Westfalen)    | 1 (von Schließung bedroht)                   | 1 (von Schließung bedroht)              | festivalimpulse.de                                 |
| 13 (Juli/August 2014)                         | Institut für Klassische Archäologie der Universität Leipzig (Sachsen)                                | 1 (von Schließung bedroht)                   | 1 (von Schließung bedroht)              | uni-leipzig.de                                     |
| 13 (Juli/August 2014)                         | Kulturzentrum Kaminwerk Memmingen (Bayern)                                                           | 3 (Vorwarnliste)                             | 3 (Vorwarnliste)                        | kaminwerk.de                                       |
| 13 (Juli/August 2014)                         | Museum Reichenfels (Thüringen)                                                                       | 2 (gefährdet)                                | 2 (gefährdet)                           | museum-reichenfels.de                              |
| 13 (Juli/August 2014)                         | Stadtteilbibliothek Grossauheim (Hanau) (Hessen)                                                     | 2 (gefährdet)                                | 2 (gefährdet)                           | hanau.de                                           |
| 14 (September/Oktober 2014)                   | Theater am Winterfeldplatz, Hans Wurst Nachfahren (Berlin)                                           | 1 (von Schließung bedroht)                   | 1 (von Schließung bedroht)              | hans-wurst-nachfahren.de                           |
| 14 (September/Oktober 2014)                   | Studiengang Kirchenmusik der Hochschule für Künste Bremen (Bremen)                                   | 1 (von Schließung bedroht)                   | 1 (von Schließung bedroht)              | hfk-bremen.de                                      |
| 14 (September/Oktober 2014)                   | Zollmuseum Friedrichs Aachen Nordrhein-Westfalen                                                     | 3 (Vorwarnliste)                             | 3 (Vorwarnliste)                        | zollmuseum-friedrichs.de                           |
| 14 (September/Oktober 2014)                   | Stadtbücherei Wedel (Schleswig-Holstein)                                                             | 2 (gefährdet)                                | 2 (gefährdet)                           | stadtbuecherei.wedel.de                            |
| 15 (November/Dezember 2014)                   | Mönchguter Museen in Göhren auf Rügen (Mecklenburg-Vorpommern)                                       | 0 (geschlossen)                              | 0 (geschlossen)                         | moenchguter-museen-ruegen.de                       |
| 15 (November/Dezember 2014)                   | Kultureinrichtungen der Stadt Bonn (Nordrhein-Westfalen)                                             | 3 (Vorwarnliste)                             | 3 (Vorwarnliste)                        |                                                    |
| 15 (November/Dezember 2014)                   | Hofgarten Saal, Kulturgemeinschaft Oberallgäu (KGO), Immenstadt (Bayern)                             | 4 (Gefährdung aufgehoben/ungefährdet)        |                                         | kulturgemeinschaft-oberallgaeu.de                  |
| 15 (November/Dezember 2014)                   | Jugendtheaterbüro Berlin (JTB), (Berlin)                                                             | 3 (Vorwarnliste)                             | 3 (Vorwarnliste)                        | grenzen-los.eu                                     |
| 16 (Januar/Februar 2015)                      | Theater Morgenstern, Berlin                                                                          | 1 (von Schließung bedroht)                   | 1 (von Schließung bedroht)              | theater-morgenstern.de                             |
| 16 (Januar/Februar 2015)                      | Anhaltische Gemäldegalerie Dessau (Sachsen-Anhalt)                                                   | 2 (gefährdet)                                | 2 (gefährdet)                           | georgium.de                                        |
| 16 (Januar/Februar 2015)                      | Theater Plauen, Zwickau (Sachsen)                                                                    | 2 (gefährdet)                                | 2 (gefährdet)                           | theater-plauen-zwickau.de                          |
| 16 (Januar/Februar 2015)                      | Museum für Regionalgeschichte Pönitz (Schleswig-Holstein)                                            | 3 (Vorwarnliste)                             | 3 (Vorwarnliste)                        | museum-scharbeutz.de                               |
| 17 (März/April 2015)                          | Schulmuseum, Bochum (Nordrhein-Westfalen)                                                            | 1 (von Schließung bedroht)                   | 1 (von Schließung bedroht)              | bochum.de                                          |
| 17 (März/April 2015)                          | Saalorgel im Kurhaus, Wiesbaden (Hessen)                                                             | 2 (gefährdet)                                | 3 (Vorwarnliste)                        | kurhausorgel.de                                    |
| 17 (März/April 2015)                          | Akku-Arbeitskreis Kultur, Rhede (Nordrhein-Westfalen)                                                | 2 (gefährdet)                                | 1 (von Schließung bedroht)              | akku-rhede.de                                      |
| 17 (März/April 2015)                          | Neue Philharmonie Westfalen – Landesorchester NRW, Recklinghausen (Nordrhein-Westfalen)              | 2 (gefährdet)                                | 4 (Gefährdung aufgehoben – ungefährdet) | neue-philharmonie-westfalen.de                     |
| 18 (Mai/Juni 2015)                            | Bach-Festival-Arnstadt, Arnstadt (Thüringen)                                                         | 2 (gefährdet)                                | 2 (gefährdet)                           | bachfestival.arnstadt.de                           |
| 18 (Mai/Juni 2015)                            | Institut für Bildung, Medien und Kunst (IMK), Lage-Hörste (Nordrhein-Westfalen)                      | 1 (von Schließung bedroht)                   | 1 (von Schließung bedroht)              | imk.verdi.de                                       |
| 18 (Mai/Juni 2015)                            | Bibliothek am Berliner Platz, Erfurt (Thüringen)                                                     | 1 (von Schließung bedroht)                   | 2 (gefährdet)                           | erfurt.de                                          |
| 18 (Mai/Juni 2015)                            | Theater- und Orchester GmbH (TOG), Neubrandenburg/Neustrelitz (Mecklenburg-Vorpommern)               | 2 (gefährdet)                                | 2 (gefährdet)                           | theater-und-orchester.de                           |
| 19 (Juli/August 2015)                         | KHD-Hallen/Maschinenfabrik Humboldt Köln-Kalk                                                        | 2 (gefährdet)                                | 2 (gefährdet)                           |                                                    |
| 19 (Juli/August 2015)                         | Singer-Songwriter-Wettbewerb "Troubadour", Berlin                                                    | 1 (von Schließung bedroht)                   | 0 (geschlossen)                         | rheinische-industriekultur.de                      |
| 19 (Juli/August 2015)                         | Stadttheater Cöpenick, Berlin-Köpenick                                                               | 1 (von Schließung bedroht)                   | 1 (von Schließung bedroht)              | stadttheatercoepenick.de                           |
| 19 (Juli/August 2015)                         | Internationaler Studiengang Journalistik an der Hochschule Bremen                                    | 1 (von Schließung bedroht)                   | 1 (von Schließung bedroht)              | hs-bremen.de                                       |
| 20 (September/Oktober 2015)                   | Belgisches Haus Köln                                                                                 | 2 (gefährdet)                                | 1 (von Schließung bedroht)              |                                                    |
| 20 (September/Oktober 2015)                   | Deutsches Museum Bonn                                                                                | 1 (von Schließung bedroht)                   | 1 (von Schließung bedroht)              | deutsches-museum-bonn.de                           |
| 20 (September/Oktober 2015)                   | Phonetische Sammlung der Martin-Luther-Universität Halle-Wittenberg, Sachsen-Anhalt                  | 2 (gefährdet)                                | 2 (gefährdet)                           | schallarchiv.uni-halle.de                          |
| 20 (September/Oktober 2015)                   | Kultursendungen des Bayerischen Rundfunks                                                            | 1 (von Schließung bedroht)                   | 0 (geschlossen)                         | nmz.de                                             |
| 21 (Januar/Februar 2016)                      | Die Wiesenburg e. V. Berlin                                                                          | 1 (von Schließung bedroht)                   | 2 (gefährdet)                           | diewiesenburg.de                                   |
| 21 (Januar/Februar 2016)                      | Burghofbühne Dinslaken/NRW                                                                           | 1 (von Schließung bedroht)                   | 3 (Vorwarnliste)                        | burghofbuehne-dinslaken.de                         |
| 21 (Januar/Februar 2016)                      | Internationales Keramik-Museum Weiden/Bayern                                                         | 1 (von Schließung bedroht)                   | 1 (von Schließung bedroht)              | die-neue-sammlung.de                               |
| 21 (Januar/Februar 2016)                      | Kunst- und Kulturcafé am Campus Essen/NRW                                                            | 0 (geschlossen)                              | 0 (geschlossen)                         |                                                    |
| 22 (März/April 2016)                          | Ateliers hinterm Hauptbahnhof Karlsruhe (Baden-Württemberg)                                          | 1 (von Schließung bedroht)                   |                                         |                                                    |
| 22 (März/April 2016)                          | The English Theatre Frankfurt am Main (Hessen)                                                       | 3 (Vorwarnliste)                             |                                         |                                                    |
| 22 (März/April 2016)                          | Projekte und Strukturen der Kulturellen Bildung an hessischen Schulen                                | 3 (Vorwarnliste)                             |                                         |                                                    |
| 22 (März/April 2016)                          | Das "Mechaje" – Jüdisches Theater Rostock (Mecklenburg-Vorpommern)                                   | 2 (gefährdet)                                |                                         |                                                    |
| 23 (Mai/Juni 2016)                            | Mainzer Kammerorchester e. V. (Rheinland-Pfalz)                                                      | 1 (von Schließung bedroht)                   |                                         |                                                    |
| 23 (Mai/Juni 2016)                            | Museum Morsbroich in Leverkusen (Nordrhein-Westfalen)                                                | 3 (Vorwarnliste)                             |                                         |                                                    |
| 23 (Mai/Juni 2016)                            | Deutsche Zentralbibliothek für Medizin (ZB Med) in Köln/Bonn (Nordrhein-Westfalen)                   | 2 (gefährdet)                                |                                         |                                                    |
| 23 (Mai/Juni 2016)                            | Institut für Theaterwissenschaft der Universität Leipzig (Sachsen)                                   | 4 (Gefährdung aufgehoben/ungefährdet)        |                                         |                                                    |
| 24 (Juli/August 2016)                         | Kunstfest Weimar (Thüringen)                                                                         | 2 (gefährdet)                                |                                         |                                                    |
| 24 (Juli/August 2016)                         | Acht Brücken Musik für Köln in Köln (Nordrhein-Westfalen)                                            | 2 (gefährdet)                                |                                         |                                                    |
| 24 (Juli/August 2016)                         | Projekte und Strukturen der kulturellen Bildung an hessischen Schulen (Hessen)                       | 4 (Gefährdung aufgehoben/ungefährdet)        |                                         | [www.schultheater-in-hessen.de]                    |
| 24 (Juli/August 2016)                         | Musikhochschule Trossingen (Baden-Württemberg)                                                       | 4 (Gefährdung aufgehoben/ungefährdet)        |                                         |                                                    |
| 25 (September/Oktober 2016)                   | Forum Konkrete Kunst Erfurt (Thüringen)                                                              | 1 (von Schließung bedroht)                   |                                         |                                                    |
| 25 (September/Oktober 2016)                   | Haus Peters Tetenbüll (Schleswig-Holstein)                                                           | 2 (gefährdet)                                |                                         | hauspeters.info                                    |
| 25 (September/Oktober 2016)                   | Hamburger Stadtteilkultur                                                                            | 3 (Vorwarnliste)                             |                                         |                                                    |
| 25 (September/Oktober 2016)                   | Mutter-Museum Amorbach (Bayern)                                                                      | 3 (Vorwarnliste)                             |                                         |                                                    |
| 26 (November/Dezember 2016)                   | Thomas-Mann-Villa (Los Angeles/USA)                                                                  | 3 (Vorwarnliste)                             |                                         |                                                    |
| 26 (November/Dezember 2016)                   | Schloss Freienwalde, Bad Freienwalde (Brandenburg)                                                   | 1 (von Schließung bedroht)                   |                                         |                                                    |
| 26 (November/Dezember 2016)                   | Gerstäcker-Museum, Braunschweig (Niedersachsen)                                                      | 0 (geschlossen)                              |                                         |                                                    |
| 26 (November/Dezember 2016)                   | Eldorado-Kino, München (Bayern)                                                                      | 1 (von Schließung bedroht)                   |                                         |                                                    |
| 27 (März/April 2017)                          | Filmdienst. Magazin für Kino und Filmkultur Bonn, NRW                                                | 0 (geschlossen)                              | 1 (von Schließung bedroht)              |                                                    |
| 27 (März/April 2017)                          | Kunsthistorisches Institut der Universität Osnabrück, Niedersachsen                                  | 1 (von Schließung bedroht)                   | 1 (von Schließung bedroht)              |                                                    |
| 27 (März/April 2017)                          | Seume-Haus (Museum Göschenhaus) Grimma, Sachsen                                                      | 0 (geschlossen)                              |                                         |                                                    |
| 27 (März/April 2017)                          | Theatermuseum Düsseldorf, NRW                                                                        | 1 (von Schließung bedroht)                   | 1 (von Schließung bedroht)              |                                                    |
| 28 (Juli/August 2017)                         | Bühne der Kulturen Köln, NRW                                                                         | 1 (von Schließung bedroht)                   |                                         |                                                    |
| 28 (Juli/August 2017)                         | Zeicheninstitut der Universität Tübingen, Baden-Württemberg                                          | 1 (von Schließung bedroht)                   |                                         |                                                    |
| 28 (Juli/August 2017)                         | Musical Theater Bremen                                                                               | 1 (von Schließung bedroht)                   |                                         |                                                    |
| 28 (Juli/August 2017)                         | Das Theater der Keller Köln, NRW                                                                     | 3 (Vorwarnliste)                             |                                         |                                                    |
| 29 (November/Dezember 2017)                   | Brücke/Most-Stiftung Dresden (Sachsen)                                                               | 1 (von Schließung bedroht)                   |                                         |                                                    |
| 29 (November/Dezember 2017)                   | Kulturinsel Stuttgart (Baden-Württemberg)                                                            | 1 (von Schließung bedroht)                   |                                         |                                                    |
| 29 (November/Dezember 2017)                   | Museum 1806 Jena-Cospeda (Thüringen)                                                                 | 3 (Vorwarnliste)                             |                                         |                                                    |
| 29 (November/Dezember 2017)                   | Musikschule Waldachtal (Baden-Württemberg)                                                           | 0 (geschlossen)                              |                                         |                                                    |
| 30 (März/April 2018)                          | Gemeindebücherei Leseinsel Waldbronn (Baden-Württemberg)                                             | 1 (von Schließung bedroht)                   |                                         |                                                    |
| 30 (März/April 2018)                          | Luna Filmtheater in Metzingen (Baden-Württemberg)                                                    | 1 (von Schließung bedroht)                   |                                         |                                                    |
| 30 (März/April 2018)                          | Millowitsch-Theater in Köln                                                                          | 1 (von Schließung bedroht)                   |                                         |                                                    |
| 30 (März/April 2018)                          | Instrumental- und Gesangspädagogik der Martin-Luther Universität Halle an der Saale                  | 0 (geschlossen)                              |                                         |                                                    |